# Gai Furni (tribú 445 aC)
Gai Furni (en llatí Caius Furnius) va ser tribú de la plebs l'any 445 aC i es va oposar a la rogatio que es va presentar aquell any per obrir el consolat als plebeus. Dionís d'Halicarnàs menciona la rogatio, però no a Furni.